# Zálesná Zhoř
Zálesná Zhoř település Csehországban, a Brno-vidéki járásban. Zálesná Zhoř Stanoviště, Domašov, Velká Bíteš, Rudka, Zbraslav, Lesní Hluboké és Přibyslavice településekkel határos. Lakosainak száma 58 fő (2024. január 1.).

## Népesség
A település lakosságának változását az alábbi diagram mutatja:
| Lakosok száma | 157  | 150  | 188  | 127  | 86   | 76   | 59   | 65   | 55   | 58   |
|               | 1869 | 1900 | 1921 | 1961 | 1980 | 2011 | 2016 | 2019 | 2021 | 2024 |